# Henry John Temple
Henry John Temple, 3e burggraaf Palmerston, bekend als Lord Palmerston (Broadlands (Hampshire), 20 oktober 1784 – Brocket Hall (Hertfordshire), 18 oktober 1865) was een Brits staatsman, die lange tijd Brits minister van Buitenlandse Zaken is geweest en in het midden van de 19e eeuw tweemaal premier was.

## Levensloop

### Jeugd
Temple was de oudste zoon van Henry Temple, 2e burggraaf Palmerston en Mary Mee. De familie had landgoederen in County Sligo en County Dublin in Ierland en in het Britse Hampshire. 
Van 1800 tot 1803 studeerde Temple aan de Universiteit van Edinburgh, waarna hij van 1803 tot 1806 aan het St John's College aan de Universiteit van Cambridge studeerde. 
In 1802 volgde hij zijn overleden vader op als burggraaf Palmerston, een titel in de Ierse adel en pair van Ierland. In tegenstelling tot hun Engelse en Schotse collega's hadden de Ierse pairs niet automatisch zitting in het Britse Hogerhuis. Omdat Palmerston nog niet volwassen was toen zijn vader overleed, moest hij twee voogden benoemen tot zijn meerderjarigheid enkele maanden later. Dit waren de graaf van Malmesbury en de graaf van Chichester.

### Begin van zijn politieke loopbaan

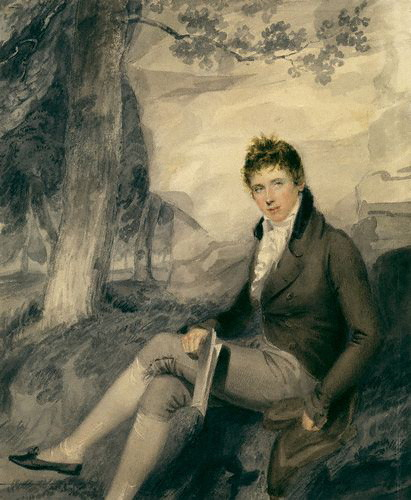
De jonge Palmerston in 1802.

In 1807 werd Palmerston na enkele mislukte pogingen voor de conservatieve Torypartij verkozen in het House of Commons en bleef er zetelen tot aan zijn dood 58 jaar later.
In 1809 bood Spencer Perceval, de nieuwe premier van het Verenigd Koninkrijk, Palmerston de functie minister van Financiën aan. Wegens zijn gebrek aan ervaring weigerde hij deze functie echter, maar aanvaardde wel het ministerschap van Oorlog. Deze functie zou hij uitoefenen van 1809 tot 1828 en dit betekende het begin van zijn contacten met het leger en buitenlandse zaken.
Palmerston had vanaf 1810 een jarenlange affaire met Lady Emily Cowper, een jongere zus van Whig-politicus Lord Melbourne. Nadat haar echtgenoot overleden was, traden de twee in 1839 uiteindelijk in het huwelijk.
In 1813 hield Palmerston in het House of Commons een toespraak waarin hij de Katholieke Emancipatie verdedigde en na de Slag bij Waterloo stelde hij voor om elke soldaat die bij deze veldslag meevochten had twee jaar soldij en een staatspensioen te betalen. Dit deed echter de kosten voor het leger stijgen, wat in een periode van economische crisis kritiek veroorzaakte. Sommigen stelden zelfs voor om op het leger te besparen omdat de napoleontische oorlogen toch voorbij waren. Palmerston vond echter dat een leger in een goede staat moest blijven om de vrede in Europa en in de Britse kolonies te garanderen. In 1821 deed hij de uitgaven aan het leger wel dalen tot 18.000 pond.
In 1822 weigerde Palmerston om gouverneur-generaal van India te worden. Dit kwam omdat interesse in de buitenlandse politiek toenam. Zo sprak hij in het parlement over de problemen tussen Spanje en Frankrijk die toen ontstaan waren.
In augustus 1827 vroeg premier Goderich aan Palmerston om minister van Financiën te worden. Hij aanvaardde deze functie, maar koning George IV weigerde Palmerston in deze functie te benoemen. Vervolgens kreeg hij de vraag om gouverneur-generaal van Jamaica te worden, maar besloot om deze functie te weigeren. Hij bleef dan maar minister van Oorlog en nam deze functie in 1828 ook op in de regering van de hertog van Wellington. 
Korte tijd later nam hij echter ontslag uit de regering omdat hij niet tevreden was met de zetelherverdeling in de kieskringen met weinig kiezers die Wellington voorstelde. Hij verliet de Torypartij en stapte kort daarna over naar de liberale Whigpartij.

### Minister van Buitenlandse Zaken

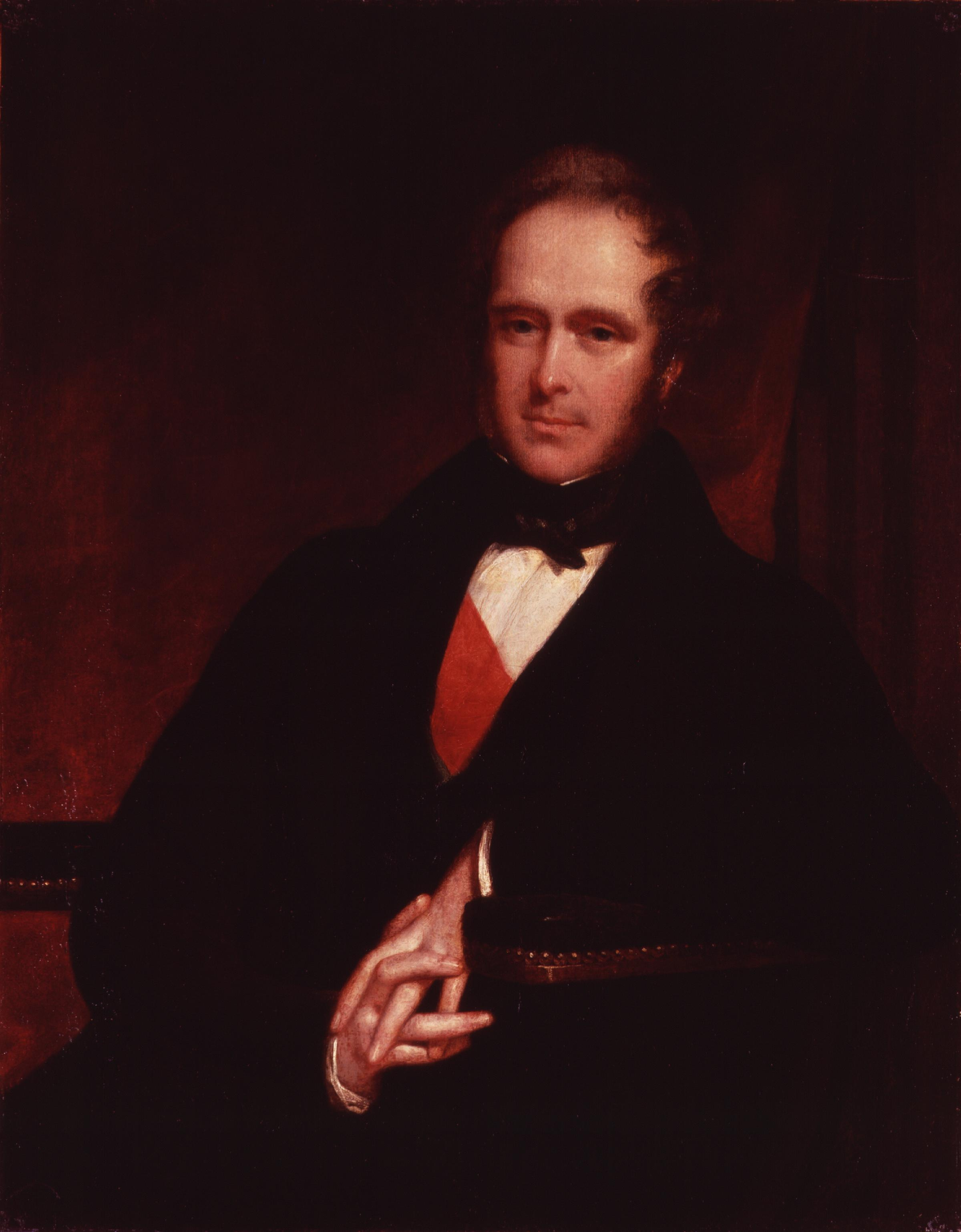
Palmerston ten tijde van zijn ministerschap van Buitenlandse Zaken.

Van 1830 tot 1834 en van 1835 tot 1841 was Palmerston minister van Buitenlandse Zaken in de Whig-regeringen onder leiding van Charles Grey en Lord Melbourne.
In deze functie leidde hij samen met de Fransman Talleyrand de internationale conferentie die na de Belgische Revolutie moest bepalen of België onafhankelijk mocht worden of niet en wat de grenzen van België zouden worden. In 1831 kwam hij ook tussen om de revoluties in het Koninkrijk Napels en in de Kerkelijke Staten te beëindigen om zo invloed van Frankrijk of Oostenrijk tegen te gaan.
Onder de leiding van Palmerston vormden Groot-Brittannië, Frankrijk, Spanje en Portugal in 1834 de Quadruple Alliance, waarbij de onafhankelijkheid van België gegarandeerd werd en de liberale regimes in Portugal en Spanje erkend werden. Op deze manier werd de Franse invloed op het Iberisch schiereiland verminderd om die volgens Palmerston de Britse belangen in gevaar konden brengen.
Tijdens zijn tweede ambtstermijn leidde Palmerston mee de Britse oorlogsstrategie bij de Eerste Opiumoorlog met China, een conflict over opiumhandel. Deze oorlog werd gewonnen door Groot-Brittannië en na het einde van zijn ambtstermijn werd het Verdrag van Nanking afgesloten waarbij Hongkong aan Groot-Brittannië gegeven werd. Palmerston was echter niet tevreden met de aanwinst van Hongkong en vond dat Groot-Brittannië meer gebied had moeten opeisen.
In 1841 belandden de Whigs na het aantreden van de tweede regering onder leiding van Robert Peel in de oppositie. Palmerston werd een actief oppositielid en bekritiseerde hevig de buitenlandse politiek van graaf Aberdeen. Hierbij hield  hij vaak lange toespraken.
In juli 1846 werd Palmerston opnieuw minister van Buitenlandse Zaken in de regering van John Russell. Kort na zijn aantreden vroeg koningin Maria II van Portugal aan Palmerston om in te grijpen bij een liberale revolutie. Palmerston weigerde dit en Maria II werd gedwongen om de liberale Portugese grondwet te aanvaarden.
Als minister steunde Palmerston ook de Ieren die door de hongersnood in 1847 naar Canada emigreerden. De Canadezen beloofden aan de Ierse vluchtelingen kleren en een bedrag van 5 pond. Het voedsel aan boord van die schepen was echter zeer slecht, de schepen bleken overvol en bij de aankomst in Canada kregen ze niet wat de Canadezen had beloofd. Door de immigratie en de hongersnood verminderde echter het aantal pachters op de Ierse landgoederen zeer sterk, waardoor het land herverdeeld moest worden.
In 1848 vonden op het Europese continent verschillende revoluties plaats, waarbij Palmerston heel wat generatiegenoten in de politiek zag verdwijnen, zoals Klemens von Metternich in Oostenrijk en koning Lodewijk Filips I van Frankrijk.

### Eerste minister

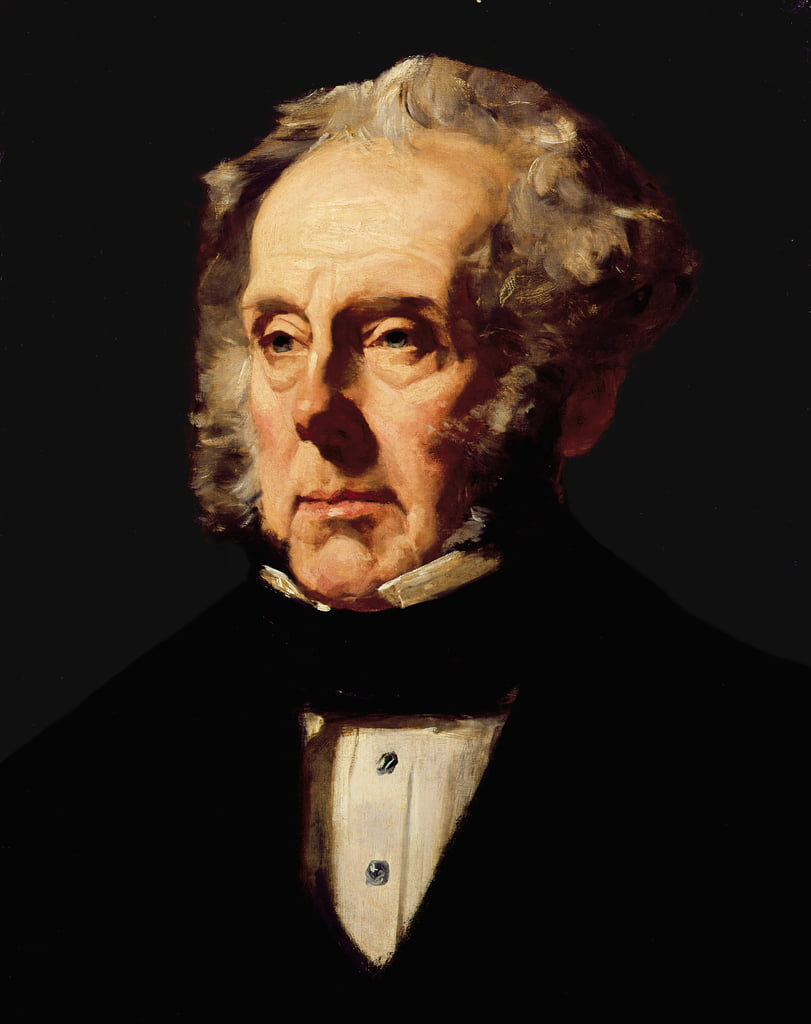
Palmerston ten tijde van zijn premierschap.

In 1851 werd Palmerston door Russell ontslagen als minister van Buitenlandse Zaken toen hij het regime van Lodewijk-Napoleon Bonaparte erkende. Door zijn ontslag won hij bij de publieke opinie aan populariteit en er was heel wat protest tegen zijn ontslag. Daarna ging Palmerston aan koningin Victoria vragen om hem terug aan te nemen als minister, wat ze deed. Dit veroorzaakte een conflict tussen Victoria en premier Russell, waardoor Palmerston uiteindelijk definitief zijn ontslag kreeg.
In februari 1852 viel de regering-Russell na een motie van wantrouwen in het parlement, gesteund door Palmerston. In december 1852 werd Aberdeen premier van het Verenigd Koninkrijk en Palmerston werd in diens regering minister van Binnenlandse Zaken, hoewel zijn interesses nog steeds voornamelijk naar buitenlandse zaken gingen. Als minister diende hij heel wat wetten in.
In maart 1854 brak de Krimoorlog tussen Rusland en het Ottomaanse Rijk uit, waarbij Groot-Brittannië de zijde van Frankrijk en het Ottomaanse Rijk vervoegde. De manier van oorlogsvoering van Aberdeen veroorzaakte echter grote kritiek omdat ze volgens sommigen niet agressief genoeg was en in februari 1855 nam hij ontslag als premier. Vervolgens kreeg Palmerston de opdracht om een nieuwe regering te vormen en in februari 1856 kon hij zonder veel problemen de Krimoorlog beëindigen, die door Frankrijk, Groot-Brittannië en het Ottomaanse Rijk gewonnen werd.
In 1857 steunde Palmerston gouverneur van Hongkong Bowling toen die de Chinese stad Guanghzou liet bombarderen uit wraak voor de bezetting van het Brits schip Arrow door de Chinese autoriteiten. Het parlement had daar hevige kritiek op, waarna Palmerston het parlement ontbond en nieuwe verkiezingen uitschreef, die hij overtuigend won. Hetzelfde jaar vond de Indiase opstand van 1857 plaats, waarbij de publieke opinie vond dat gouverneur-generaal Canning te mild reageerde. Palmerston bleef hem echter steunen en na het einde van de opstand werd de mildheid van Canning geprezen.
In februari 1858 viel de regering-Palmerston na het verliezen van een vertrouwensstemming en in 1859 was hij medeoprichter van de Liberal Party. Deze partij won de verkiezingen van dat jaar, waarna Palmerston in juni 1859 opnieuw premier werd.

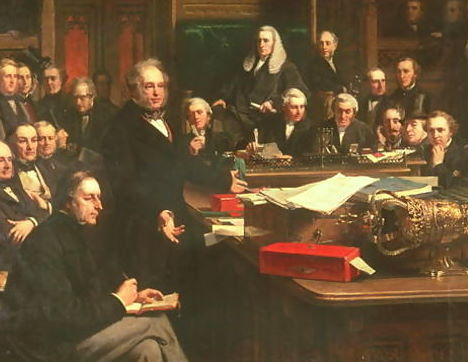
Temple verdedigt het Cobden-Chevalierverdrag in het House of Commons. Schilderij door Thomas Oldham Barlow, 1863.

In januari 1860 verdedigde hij het Cobden-Chevalierverdrag in het House of Commons.
In augustus 1860 organiseerden Groot-Brittannië en Frankrijk een expeditie naar Peking om de keizer te dwingen om het verdrag van Nanking uit 1842 na te leven. Toen de keizer daar niet naar wilde luisteren, werd het keizerlijk paleis in brand gestoken. Bij het uitbreken van de Amerikaanse Burgeroorlog van 1861-1865 besloot Palmerston Groot-Brittannië neutraal te houden, maar koos duidelijk de kant van de Geconfedereerde Staten van Amerika. Ook steunde hij Denemarken bij het conflict met Pruisen om het bezit van Sleeswijk-Holstein, maar besloot zich niet te moeien toen Pruisen in februari 1864 Sleeswijk-Holstein bezette.
In 1865 vonden opnieuw algemene verkiezingen plaats die Palmerston overtuigend won. Hij overleed echter kort nadien aan hevige koorts nadat hij een verkoudheid had opgelopen na een ritje in zijn koets. Palmerston kreeg een staatsbegrafenis in Westminster Abbey. Zijn laatste woorden zouden geweest zijn: "Sterven, mijn liefste dokter, is het laatste wat ik zal doen".